# KM ER 75
De KM ER 75 is een vierdelig elektrisch treinstel met lagevloerdeel van het type Stadler FLIRT voor het regionaal personenvervoer van de Koleje Mazowieckie (KM) in Polen. Het acroniem FLIRT staat voor Flinker Leichter Innovativer Regional-Triebzug.

## Geschiedenis
De provincies Silezië en Mazovië hielden in 2005 een openbare aanbesteding voor het regionaal personenvervoer. Door aanpassing van het bestek viel de aanbieding van PESA en Cegielsky af. De aanbiedingen van AnsaldoBreda en Siemens vielen om andere reden af.
Toen bleven er alleen Bombardier en Stadler over waardoor de provincies een nieuwe aanbesteding deden met de eis de treinen binnen 18 maanden te leveren. In april 2006 werd deze aanbesteding door Bombadier gewonnen met treinen van het type Talent. Door fouten in de procedure die door Stadler werden aangevochten werd de opdracht in juni 2006 aan Stadler gegund.
De treinen van het type ER 75 werden in 2006 voor de provincie Mazovië besteld.

## Constructie en techniek
Het treinstel is opgebouwd uit een aluminium frame en is uitgerust met luchtvering. Er kunnen tot vier eenheden gekoppeld worden.

## Treindiensten
De treinen van de Koleje Mazowieckie (KM) rijden het regionaal personenvervoer op trajecten rond de hoofdstad Warschau.

## Foto's

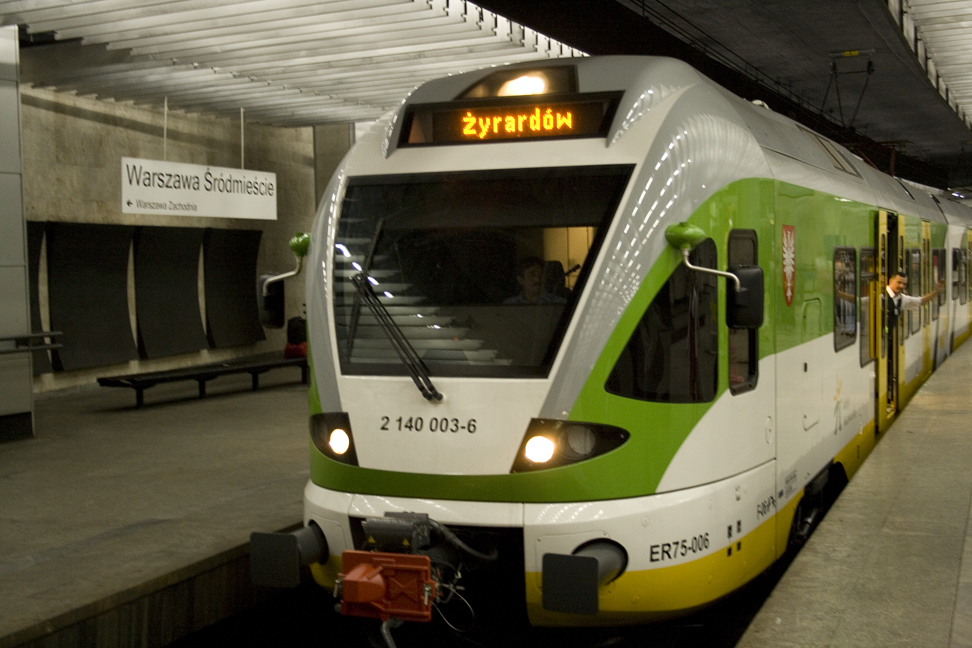
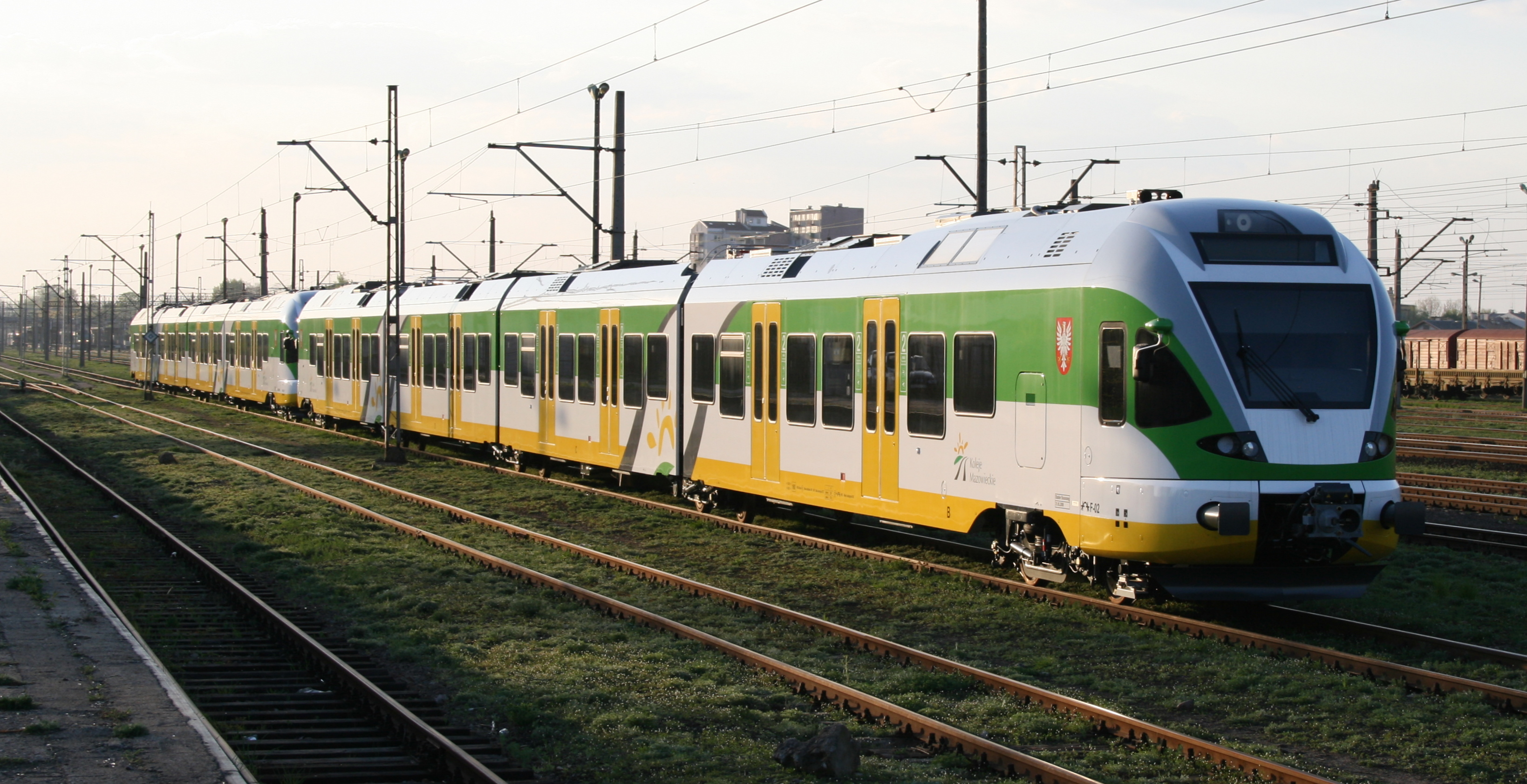
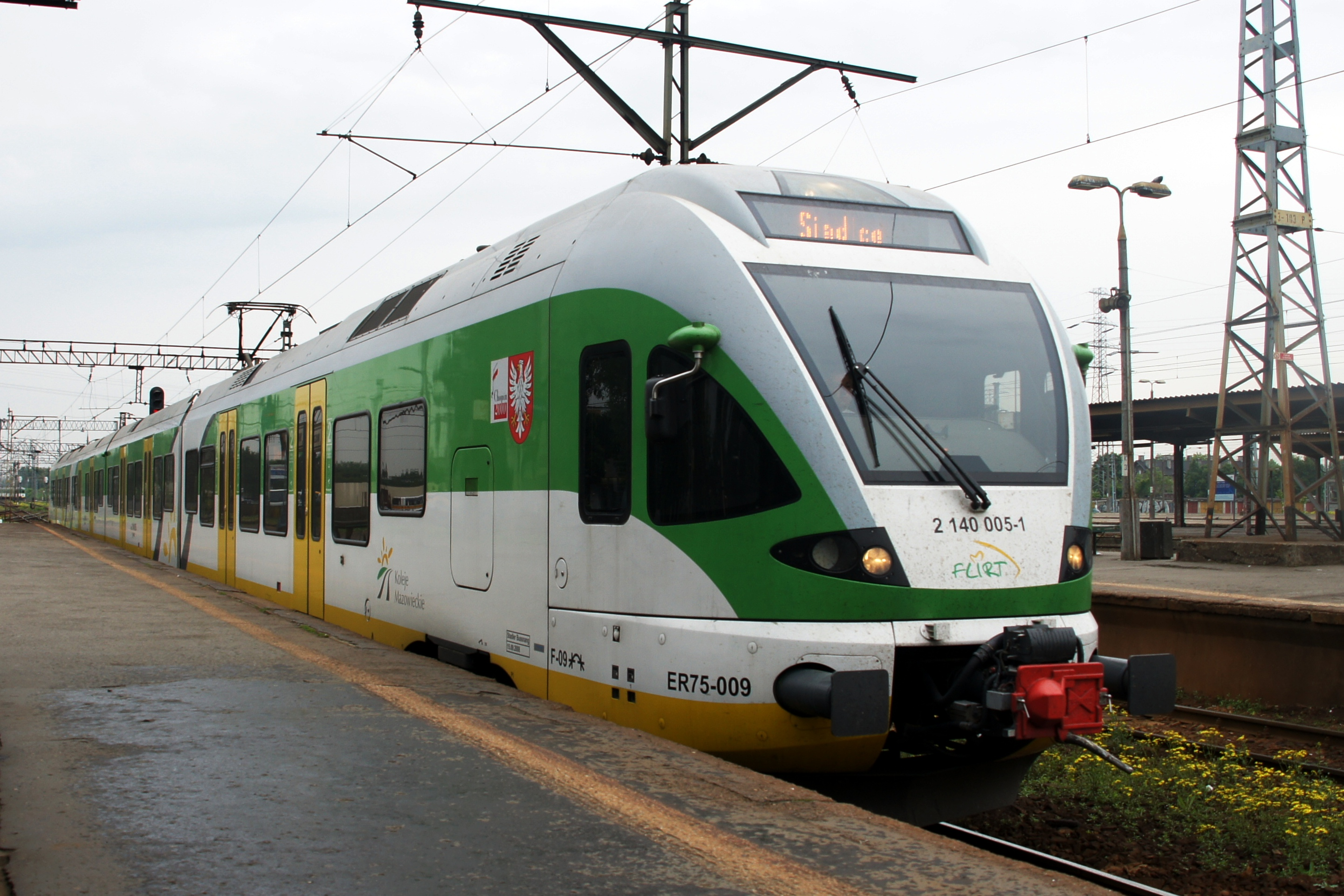
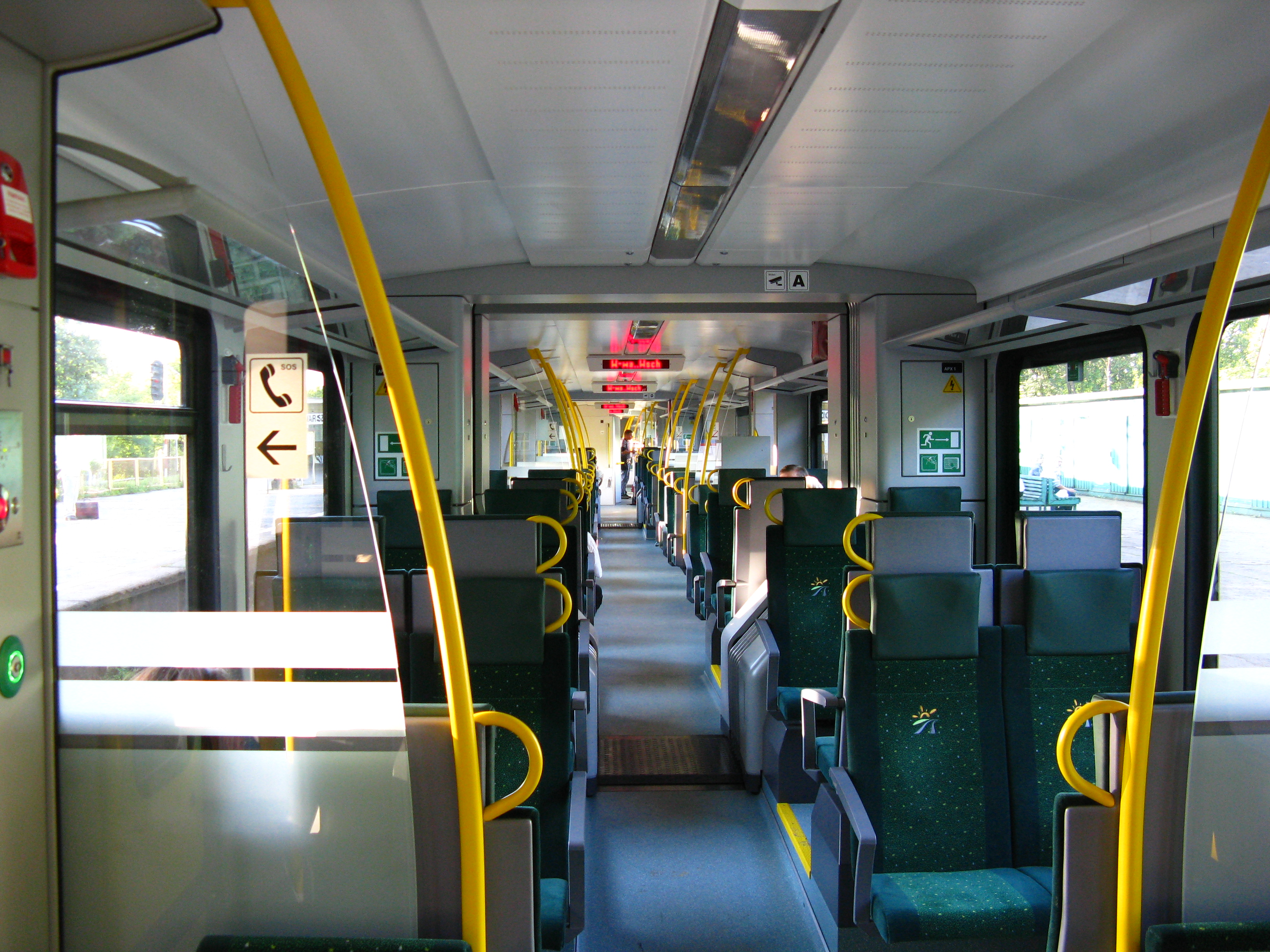